# V461 Геркулеса
V461 Геркулеса (лат. V461 Herculis) — одиночная переменная звезда в созвездии Геркулеса на расстоянии приблизительно 10583 световых лет (около 3245 парсек) от Солнца. Видимая звёздная величина звезды — от +14,5m до +13m.
Открыта Куно Хофмейстером в 1934 году*.

## Характеристики
V461 Геркулеса — жёлто-белая пульсирующая переменная звезда типа RR Лиры (RR) спектрального класса F. Радиус — около 5,98 солнечного, светимость — около 41,958 солнечной. Эффективная температура — около 6586 K.